# Attack of the 50 Foot Woman
Attack of the 50 Foot Woman este un film SF american din 1958 regizat de Nathan H. Juran. În rolurile principale joacă actorii John Agar, Michael Mark, Jack Kosslyn.
Filmul a fost distribuit în Statele Unite de către Allied Artists ca un film dublu împreună cu War of the Satellites.
Attack of the 50 Foot Woman este o variație a altor filme științifico-fantastice din anii 1950 care au prezentat oameni care își schimbau dimensiunile: The Amazing Colossal Man (1957), continuarea sa War of the Colossal Beast (1958) și The Incredible Shrinking Man (1957); în acest caz, o femeie este protagonista.

## Actori
- Allison Hayes este Nancy Fowler Archer
- William Hudson este Harry Archer
- Yvette Vickers este Honey Parker
- Roy Gordon este Dr. Isaac Cushing
- George Douglas este Sheriff Dubbitt
- Ken Terrell este Jess Stout
- Otto Waldis este Dr. Heinrich Von Loeb
- Eileen Stevens este Nurse
- Michael Ross este Tony the Bartender / Space Giant
- Frank Chase este Deputy Charlie